# Essel
Essel er en kommune i Samtgemeinde Schwarmstedt i Landkreis Heidekreis i den centrale del af den tyske delstat Niedersachsen.
Kommunen har et areal på 34,06 km², og et indbyggertal på godt 1.050 mennesker (2013).

## Geografi
Floden Aller og motorvejen A7 går gennem kommunen.
Ud over Essel ligger i kommunen landsbyerne:
- Essel
- Engehausen
- Stillenhöfen
- Ostenholzer Moor

- Heste ved landsbyen
- Husmandssted fra 1782
- Bindingsværksgård fra 1782